# Triqueville
Triqueville é uma comuna francesa na região administrativa da Normandia, no departamento de Eure. Estende-se por uma área de 9,59 km². Em 2010 a comuna tinha 341 habitantes (densidade: 35,6 hab./km²).